# EF-Sverige
För språkresearrangören, se EF Education.
EF-Sverige  var en ideell förening med ändamål att främja yttrande- och informationsfriheten i främst digitala medier, samt att värna den enskildes personliga integritet i samband med digital informationsbehandling. 
EF-Sverige bildades hösten 1996 av journalisterna Anna-Mi Wendel, Malmö, och Peppe Arninge, Stockholm. Anna-Mi Wendel utsågs till föreningens ordförande. I styrelsen kom även journalisten Anders R Olsson att ingå. Genom Tomas Gradins försorg hade EF-Sverige redan från start 1996 en epostlista för sina medlemmar samt en hemsida under egen domän. Föreningen publicerade 2002-2006 ett nyhetsbrev som skrevs av nästa ordförande Anders S Lindbäck. På epostlistan förekom understundom livliga debatter mellan de tre kategorier som medlemmarna främst utgjordes av och här hade ett forum att mötas på i internets uppbyggnadsskede: journalister, it-tekniker och jurister. Föreningen var helt självständig gentemot amerikanska EFF, Electronic Frontier Foundation, men ingick i ett stödjande nätverk för EF-föreningar världen över. Föreningen lades ner 2007.